# Dendrocerus applanatus
Dendrocerus applanatus är en stekelart som beskrevs av Paul Dessart 1972. Dendrocerus applanatus ingår i släktet Dendrocerus och familjen trefåresteklar. Arten är reproducerande i Sverige. Inga underarter finns listade i Catalogue of Life.